# Locqueltas
Locqueltas (bret. Lokeltaz) – miejscowość i gmina we Francji, w regionie Bretania, w departamencie Morbihan.
Według danych na rok 1990 gminę zamieszkiwało 1128 osób, a gęstość zaludnienia wynosiła 58 osób/km² (wśród 1269 gmin Bretanii Locqueltas plasuje się na 529. miejscu pod względem liczby ludności, natomiast pod względem powierzchni na miejscu 514.).